# Емил Војт
Емил Војт (Манчестер, 31. јануар 1883 — Окланд, Нови Зеланд 16. октобар 1978) је бивши атлетичар Уједињеног Краљевства, немачког порекла. Оба родитеља су били Немци.
Војт је 1908. победио у дисциплини трчања на 4 миље на државном првенству, што га је квалификовало за члана олимпијске екипе на Олимпијским играма 1908 у Лондону.
Такмичио је у дисциплини трчања на 5 миља и победио резултатом 25:11,2. Ова дисциплина је само 1908. била на програму Игара, а на следећим Играма 1912. замењена је тркама на 5.000 м и 10.000 м. Војт је био први и последњи олимпијски победник у овој трци.
После освајања још три државна првенства у 1909. и 1910, као и освајање бројних других трка у земљи и у Европи, емигрирао је у Аустралију 1911.. У Аустралији је освојио више титула првака у следеће три године а затим се повукао из атлетике у 1914, када је избио рат у Европи и ставио тачку на спортску каријеру.
У Аустралији је постао један од најистакнутијих пионира радија. Поставио је своју сопствену радио-станицу. Вратио се у Енглеску 1936, да би на крају 1948. отишао у Окланд на Новом Зеланду где је и умро у 90-ој години
Војт је био вегетаријанац, висок 1,65 метара, тежак 54 кг.